# Singular Tour
Il Singular Tour è il terzo tour della cantautrice statunitense Sabrina Carpenter, a supporto dei suoi rispettivamente terzo e quarto album in studio Singular: Act I (2018) e Singular: Act II (2019).

## Antefatti
Il 21 dicembre 2018, la cantante annuncia tramite i suoi profili ufficiali sui social network le prime date del Singular Tour, in particolare quelle in Asia. Il 28 gennaio 2019 annuncia parte delle date nordamericane, dove il tour avrà inizio a partire dal mese di marzo.

## Scaletta
Questa scaletta rappresenta quella del concerto del 2 marzo 2019 ad Orlando, Florida. Non è rappresentativa per tutti i concerti del tour.
1. Almost Love
2. Bad Time
3. Alien
4. Mona Lisa
5. Diamonds Are Forever / Diamonds
6. Thumbs
7. On Purpose
8. Pushing 20
9. All We Have Is Love
10. Why
11. prfct
12. Paris
13. Hold Tight
14. Sue Me
15. Exhale

## Date del tour
| Data           | Città        | Stato         | Luogo                     | Artisti d'apertura |              |              |
| Nord America   | Nord America | Nord America  | Nord America              | Nord America       | Nord America | Nord America |
| -------------- | ------------ | ------------- | ------------------------- | ------------------ | ------------ | ------------ |
| 2 marzo 2019   | Orlando      | Stati Uniti   | Universal Studios Park    | N.D.               |              |              |
| 3 marzo 2019   | Atlanta      | Stati Uniti   | Buckhead Theatre          | Maggie Lindemann   |              |              |
| 4 marzo 2019   | Charlotte    | Stati Uniti   | The Fillmore              | Maggie Lindemann   |              |              |
| 6 marzo 2019   | Filadelfia   | Stati Uniti   | Theater of Living Arts    | Maggie Lindemann   |              |              |
| 7 marzo 2019   | Boston       | Stati Uniti   | Paradise Rock Club        | Maggie Lindemann   |              |              |
| 9 marzo 2019   | Montclair    | Stati Uniti   | Wellmont Theatre          | Maggie Lindemann   |              |              |
| 10 marzo 2019  | Washington   | Stati Uniti   | 9:30 Club                 | Maggie Lindemann   |              |              |
| 12 marzo 2019  | New York     | Stati Uniti   | Irving Plaza              | Maggie Lindemann   |              |              |
| 14 marzo 2019  | Toronto      | Canada        | The Opera House           | Maggie Lindemann   |              |              |
| 15 marzo 2019  | Mashantucket | Stati Uniti   | Grand Theater at Foxwoods | N.D.               |              |              |
| 17 marzo 2019  | Detroit      | Stati Uniti   | St. Andrew's Hall         | Maggie Lindemann   |              |              |
| 18 marzo 2019  | Chicago      | Stati Uniti   | House of Blues            | Maggie Lindemann   |              |              |
| 21 marzo 2019  | Las Vegas    | Stati Uniti   | House of Blues            | N.D.               |              |              |
| 22 marzo 2019  | San Diego    | Stati Uniti   | House of Blues            | Maggie Lindemann   |              |              |
| 24 marzo 2019  | Berkeley     | Stati Uniti   | The UC Theatre            | Maggie Lindemann   |              |              |
| 25 marzo 2019  | Los Angeles  | Stati Uniti   | Henry Fonda Theatre       | Maggie Lindemann   |              |              |
| Asia           |              | Stati Uniti   |                           |                    |              |              |
| 1º aprile 2019 | Osaka        | Giappone      | Hatch                     | N.D.               |              |              |
| 2 aprile 2019  | Nagoya       | Giappone      | Diamond Hall              | N.D.               |              |              |
| 4 aprile 2019  | Tokyo        | Giappone      | Ex Theater                | N.D.               |              |              |
| 6 aprile 2019  | Seul         | Corea del Sud | 24 Live Hall              | N.D.               |              |              |
| 11 aprile 2019 | Singapore    | Singapore     | Kallang Theater           | N.D.               |              |              |

## Cancellazioni
| 9 aprile 2019 | Manila | Filippine | New Frontier Theater | Motivi sconosciuti |